# ドンヤイ野生生物保護区
ドンヤイ野生生物保護区とはブリーラム県南部にある自然保護区域である。「ドンパヤーイェン-カオヤイ森林地帯」として周辺の国立公園と共にユネスコの世界遺産（自然遺産）に登録されている。日本では単にドンヤイと表現されることが多い。

## 概要

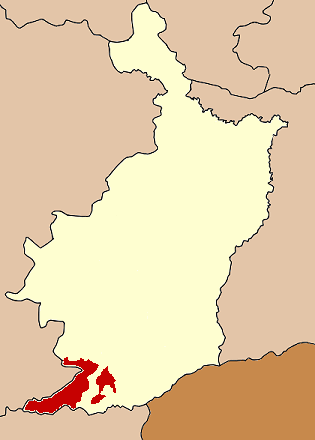
中央の白い部分がブリーラム県、赤く塗った部分がドンヤイである

ブリーラム県西南部の突き出た部分にドンヤイ野生生物保護区がある。国道348号線で東部と西部のまっぷたつに分かれている。周辺にはタープラヤー、タップラーン、パーンシーダーなどに囲まれている。
海抜230m～685m程度の地帯で、年間平均降雨量は1,100mmである。ほとんどが、森林地帯で草原地帯はごくわずかである。気が育成しやすく、ユーカリの生産に向いているこの為、後述するように、伐採が頻繁に行われ社会問題化した。森林のほとんどは人為的な植林などが行われていない、純粋な森林である。域内の動物はトラやクマ、ワニ、サルなど150種類が確認されている。なお、域内には川はない。

### 森林保護運動
この地域における木の育成の良さを目を付けた業者によるユーカリ植林の為の伐採が行われていた。このため1985年より、住民らによる伐採に対する抗議が森林を管理する当局に訴えられてきた。その後プラ・プラチャックという僧が1989年にこの地に来て、木々に黄衣着せてを「出家」させ、「殺生を禁じる」と宣言するという、少々過激な方法で森林保護を訴えた。この事件の後、プラ・プラチャックを中心に1990年有志の間で保護団体が結成された。また一方で、伐採を行おうとするものと思われる側からの報復攻撃も起こるなど、事態は泥沼化していった。
この後の1991年、スチンダー政権が成立すると、プラ・プラチャックは森林を「不法占拠」した罪で逮捕され、翌年にも同様の事件で「大衆を扇動した罪」で逮捕、結局2年間の執行猶予付きで釈放された。しかし、1992年、時の首相チュワンは、内務省副大臣や、森林省長をプラ・プラチャックと面会させ事態打開が促された。同年、内閣はこの地域に注目に値する森林資源が豊富にあることを確認。その年から政府による学術的な調査が開始され、1994年、野生生物保護区に指定された。
- 『タイにおける開発と僧侶』
- タイの環境保護僧(プラチャック師インタビュー) - Who are You
- 「プランテーションと農家林業の狭間で」 - 『アジア研究』